# Charlie Chaplin, le génie de la liberté
Pour plus de détails, voir Fiche technique et Distribution.
Charlie Chaplin, le génie de la liberté est un téléfilm documentaire français écrit par François Aymé et Yves Jeuland et réalisé par Yves Jeuland en 2020.
Ce film, qui retrace la vie et la carrière du cinéaste Charlie Chaplin, est diffusé pour la première fois le 6 janvier 2021 sur France 3,.

## Synopsis
Résultat de trois années de travail, ce film-fleuve est le premier documentaire consacré à Charlie Chaplin exclusivement constitué d'archives et comporte de nombreuses séquences méconnues. Le film, qui ne fait intervenir aucun témoin ou spécialiste, privilégie, en effet, une longue narration ininterrompue d’archives commentées en voix off.
Ce récit biographique et chronologique accorde une large place aux propos de l’artiste extraits de son autobiographie publiée en 1964.
Au destin du cinéaste se mêle l'histoire du cinéma et celle du XXe siècle, une approche permettant « de rendre compte à la fois de son travail artistique, de ses rapports avec l’histoire mais aussi de sa vision politique et sociale » indique François Aymé, co-auteur du film, dans une interview.
Figurant dans la sélection officielle 2020 du festival de Cannes, ce documentaire puise des scènes dans des dizaines d'archives consacrées à l'interprète de Charlot et est ponctué d'extraits de ses courts et longs métrages, mais aussi des films amateurs, des films de familles, des photos, des coupures de presse,.
Il est projeté en avant-première lors du festival Lumière de Lyon en octobre 2020.

## Fiche technique
- Écriture : François Aymé et Yves Jeuland
- Réalisation : Yves Jeuland
- Montage : Sylvie Bourget
- Documentation : Aude Vassallo
- Graphisme : Gaël Baillau
- Musiques : Charlie Chaplin
- Voix : Mathieu Amalric

## Accueil critique
Charlie Chaplin, le génie de la liberté est salué unanimement par la critique et le documentaire est rapidement considéré comme une « œuvre de référence » sur la vie de l’artiste,. Dans Les Échos, Olivier de Bruyn évoque un « film magistral » tandis que, dans Télérama, François Ekchjzer évoque, pour sa part, « un doc brillant sur les sources d'inspiration du cinéaste ».
Aurore Renaut, spécialiste du cinéma, s'interroge toutefois quant au « traitement qui est réservé dans le film aux rapports de Chaplin avec les femmes ». Elle critique notamment le choix de la part des auteurs d'utiliser « de larges passages de l’autobiographie de Chaplin, témoignage par définition partiel et partial » qui occulte la complexité des choses et contribue à faire du documentaire une «hagiographie ».

## Récompenses et nominations
- 2020 : sélection officielle au Festival de Cannes dans la section Cannes Classics.
- 2022 : nomination aux International Emmy Awards dans la catégorie Meilleur Programme Artistique[13].